# Ferdinand Pertus
 (avril 2013).
Si vous disposez d'ouvrages ou d'articles de référence ou si vous connaissez des sites web de qualité traitant du thème abordé ici, merci de compléter l'article en donnant les références utiles à sa vérifiabilité et en les liant à la section « Notes et références ».
Ferdinand Pertus, né à Capestang en 1883, mort à Marguerittes en 1948, est un peintre et illustrateur français.

## Biographie
Fils d’un banquier, Ferdinand Pertus entreprend des études de droit parallèlement à son activité artistique. Devenu notaire dans un village du Languedoc, Marguerittes, il revient dans les années 1920 vers sa passion et reprend la peinture.
La mairie de Nîmes lui commande une série d'œuvres retraçant l’histoire des  habitants de la cité pour décorer l’hôtel de ville. Parmi ces tableaux, certains ont dépassé le cadre d’une renommée régionale et sont bien connus, même si on ignore bien souvent le nom de l’artiste. C’est le cas par exemple des Hordes barbares de Crocus ou Le Roi Wamba écrase les mutins dans les arènes de Nîmes.[réf. nécessaire]
Il meurt à Marguerittes en 1948.